# Kii no Kuni no Miyatsuko
Kii no Kuni no Miyatsuko est un Kuni no miyatsuko qui possédait un pouvoir particulièrement élevé, similaire à celui du clan Izumo.
La famille Kinoatai était responsable de ce bureau. Selon le Kujiki, un document historique, Amenomichine no Mikoto, un descendant de Kami Musubi no Mikoto, fut le premier à être nommé Ki no Kuni no Miyatsuko sous le règne de l'empereur Jinmu. Cependant, Ōnagusahiko est souvent considéré comme le véritable précurseur du Kii no Kuni no Miyatsuko.
Ils dirigent le sanctuaire Hinokuma-jingu (en), et sont les Kuni no miyatsuko de la province de Kii.
En 1381, la famille Ukai, une branche des éminents Kii no Kuni no Miyatsuko, a pris le contrôle du sanctuaire Kamayama.
Ils descendent d'Amanomichine.
On pense qu'ils sont enterrés au Kofungun de Iwase-Senzuka (en).

## Aperçu
La famille Kinoatai détenait un titre appelé « Kuni no Miyatsuko » de la province de Kii. Le titre signifiait qu'ils étaient gouverneur de province avec des fonctions à la fois religieuses et laïques. Le titre est mentionné dans des textes historiques tels que le Kojiki et le Nihon shoki. Les caractères chinois utilisés pour écrire le terme dans le Nihon Shoki ont été adoptés sous le système Ritsuryō, un système juridique de l'ancien Japon, et ils peuvent également être lus comme Kokuzo.
Le système du kuni no miyatsuko inclut le chef du district de Nagusa, Nagusahiko, qui fut intégré à la structure de contrôle impériale dès les premières phases de la construction du kofun au Ve siècle. Certaines théories suggèrent que le système kuni no miyatsuko a été établi au VIe siècle.
À la suite de la réforme Taika, qui visait à consolider le pouvoir impérial et à réglementer la propriété foncière en 645, les kuni no miyatsuko servaient également de gunji, ou administrateurs de district. Ce double rôle est devenu moins courant après la période Nara.
Le Kii no Kuni no Miyatsuko dirigeait les sanctuaires Hinokuma et Kunikakasu et leurs descendants actuels servent de gūji, ou prêtres en chef. Le Jōgan Gishiki, un document de l'époque, décrit le rituel de nomination du Kii no Kuni no Miyatsuko qui a servi ces sanctuaires.

## Membres célèbres
- Toshihide Kii (ja)
- Toyomimi-no-mikoto (豊耳命)

## Voir également
- Clan Yamato
- Clan Izumo
- Clan Aso
- Clan Owari
- Clan Tsumori
- Clan Amabé
- Clan Tanba
- Clan Urabe
- Clan Sarumé
- Clan Munakata
- Clan Yagi